# Gonzalo Vega Martínez
Gonzalo Vega (Montevideo, Uruguay, 29 de junio de 1992) es un futbolista uruguayo. Juega como delantero en Montevideo Wanderers

## Trayectoria
Vega creció en el sistema juvenil del Club Nacional de Football. El 29 de abril de 2012 debutó profesionalmente con una victoria a domicilio por 0-1 ante El Tanque Sisley , sustituyendo a Maximiliano Calzada en el minuto 82. Nunca pudo formar parte del once inicial y por ello fue cedido a Fénix.
A mediados de 2014 se fue cedido por una temporada al Rampla Juniors para disputar más partidos.
A mediados de 2015, fue transferido a Sud América donde jugó 35 partidos y marcó 6 goles.
En enero de 2018, fue firmado un acuerdo de tres años con Puskás FC.
Luego de ese paso llegaría a Rentistas de Uruguay donde su desempeño mejoraría mucho, siendo la principal figura de un equipo que primero conseguiría el ascenso a la Primera División y luego conseguiría el Torneo Apertura contra el propio Nacional y con gol de Vega.
Rentistas vencería a Liverpool en las semifinales del Campeonato Uruguayo 2020 con Vega pateando el último penal y así consiguiendo la primera clasificación del equipo a la Libertadores 2021 y el pase a la final del Campeonato que perderían contra Nacionalcon un global de 4-0.
Finalmente para la temporada 2021 reforzaría nuevamente a Nacional.

## Clubes
| Club                         | País    | Año       | Part. | Goles | Asist. |
| ---------------------------- | ------- | --------- | ----- | ----- | ------ |
| C. Nacional F.               | Uruguay | 2012      | 2     | 0     | 0      |
| C. A. Fénix (cedido)         | Uruguay | 2013-2014 | 8     | 1     | 0      |
| Rampla Juniors F.C. (cedido) | Uruguay | 2014-2015 | 20    | 2     | 1      |
| I.A. Sud América (cedido)    | Uruguay | 2015-2016 | 35    | 6     | 6      |
| C.A. River Plate             | Uruguay | 2017      | 26    | 3     | 3      |
| Puskás Akadémia F. C.        | Hungría | 2018-2019 | 14    | 2     | 2      |
| C. A. Rentistas              | Uruguay | 2019-2021 | 49    | 16    | 4      |
| C. Nacional de F.            | Uruguay | 2021      | 13    | 1     | 0      |
| C. A. Fénix (cedido)         | Uruguay | 2021-2022 | 44    | 6     | 3      |
| C. A. Fénix                  | Uruguay | 2023      | 27    | 3     | 1      |
| Montevideo Wanderers F.C.    | Uruguay | 2024-act. | 20    | 2     | 0      |
| Total carrera                |         |           | 258   | 42    | 20     |

- Actualizado tras la finalización del Campeonato Intermedio 2024.

## Palmarés

### Títulos nacionales
| Título              | Club            | País    | Año     |
| ------------------- | --------------- | ------- | ------- |
| Campeonato Uruguayo | C. Nacional F.  | Uruguay | 2011-12 |
| Torneo Apertura     | C. A. Rentistas | Uruguay | 2020    |
| Supercopa Uruguaya  | C. Nacional F.  | Uruguay | 2021    |